# Erika Lust
Erika Hallqvist, bedre kendt under kunstnernavnet Erika Lust (født 1977 i Stockholm) er en svensk filmproducent, bosat i Spanien. 
Hun blev oprindeligt kendt som instruktør af den kvindeorienterede pornokortfilm The Good Girl (2004), som senere blev en del af hendes prisbelønnede antologifilm Five Hot Stories for Her (2007).
Under navnet Erika Lust har hun desuden skrevet fagbogen Porno para Mujeres (Melusina, Spanien 2008), om pornofilm for kvinder.
Hun er sammen med sin mand medgrundlægger af Lust Films og er ligeledes journalist med en universitetsuddannelse i feminisme. 